# Jan Wyżykowski

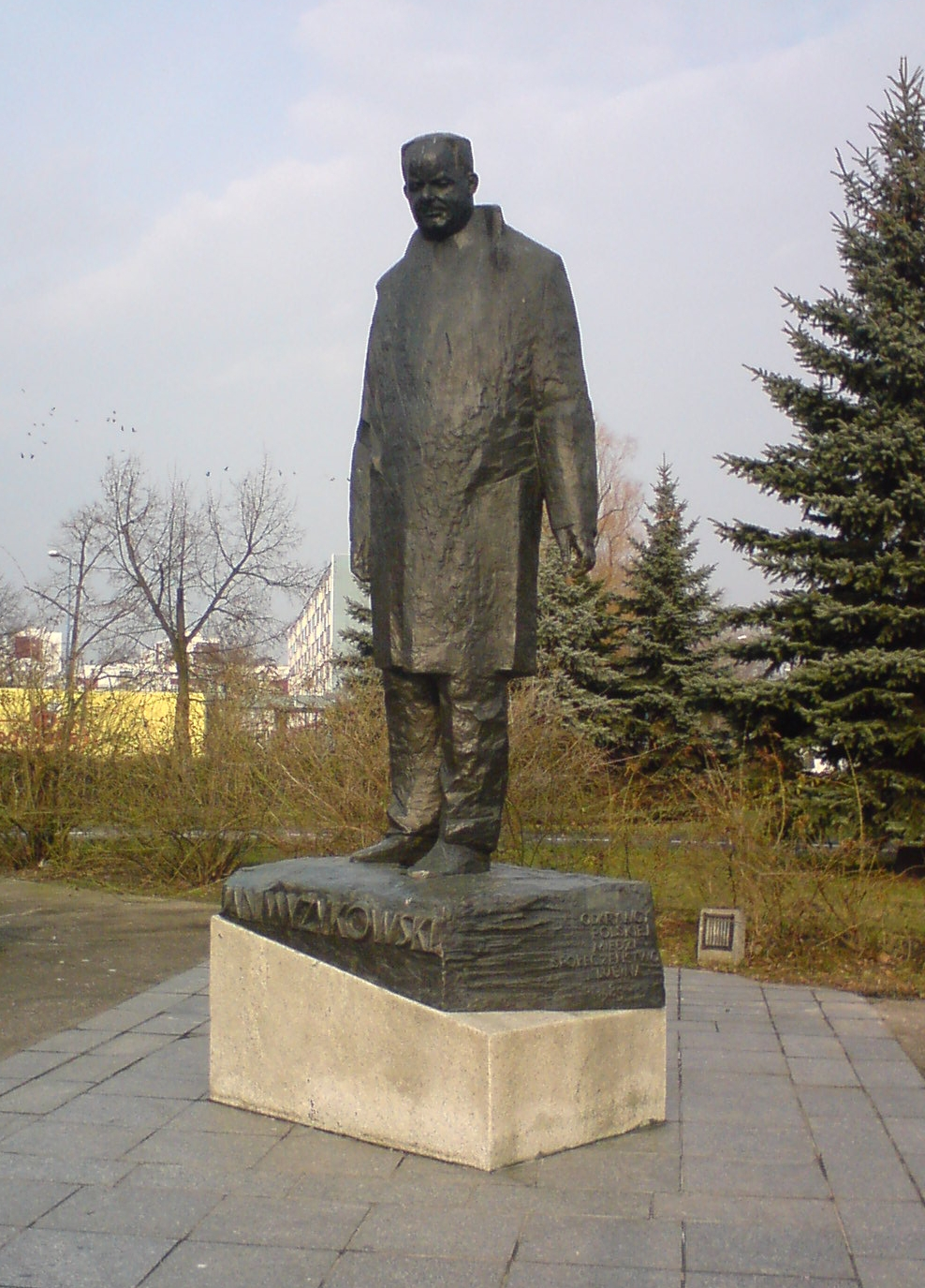
El monumento a Jan Wyżykowski en Lubin

Jan Wyżykowski (Haczów, 31 de marzo de 1917-Varsovia, 29 de octubre de 1974) fue un geólogo polaco, ingeniero minero de formación y especialista en la geología de los depósitos de mineral de cobre.

## Biografía
Después de completar la escuela primaria en su ciudad natal, empezó a estudiar en la escuela secundaria, primero en Rozwadów y, luego se trasladó a Cracovia en donde en 1936 pasó el bachillerato en el instituto Jan III Sobieski.
Por un tiempo estudió para ser cura y también para cantante de ópera con el profesor Bronisław Romaniszyn. La educación musical se vio interrumpida por una enfermedad de garganta, después de la cual comenzó los estudios filosóficos en la Universidad Jaguelónica que fueron interrumpidos por la Segunda Guerra Mundial. Durante la ocupación trabajaba en la Institución de la Seguridad Social en Cracovia.
Después de la guerra estudió en la Universidad de Ciencia y Tecnología (AGH) en Cracovia. Al mismo tiempo en 1948 empezó a trabajar en la Unión de la Industria del Carbón de Bytom (Bytomskie Zjednoczenie Przemysłu Węglowego), al principio como asistente y después como gerente de tráfico, primero en las minas de carbón mineral Łagiewniki y luego Radzionków. Allí recogía los materiales relacionados con la tecnología y el tratamiento de hulla. En 1950 sobre la base de la tesis Rozpatrzenie problemu celowości budowy centralnej płuczki dla węgla z kopalń „Radzionków”, „Andaluzja” i „Julian” ze względu na wielkość wychodni koncentratu i na ilość węgla, obtuvo el título de ingeniero de minas y licenciado de Ciencias Técnicas. 

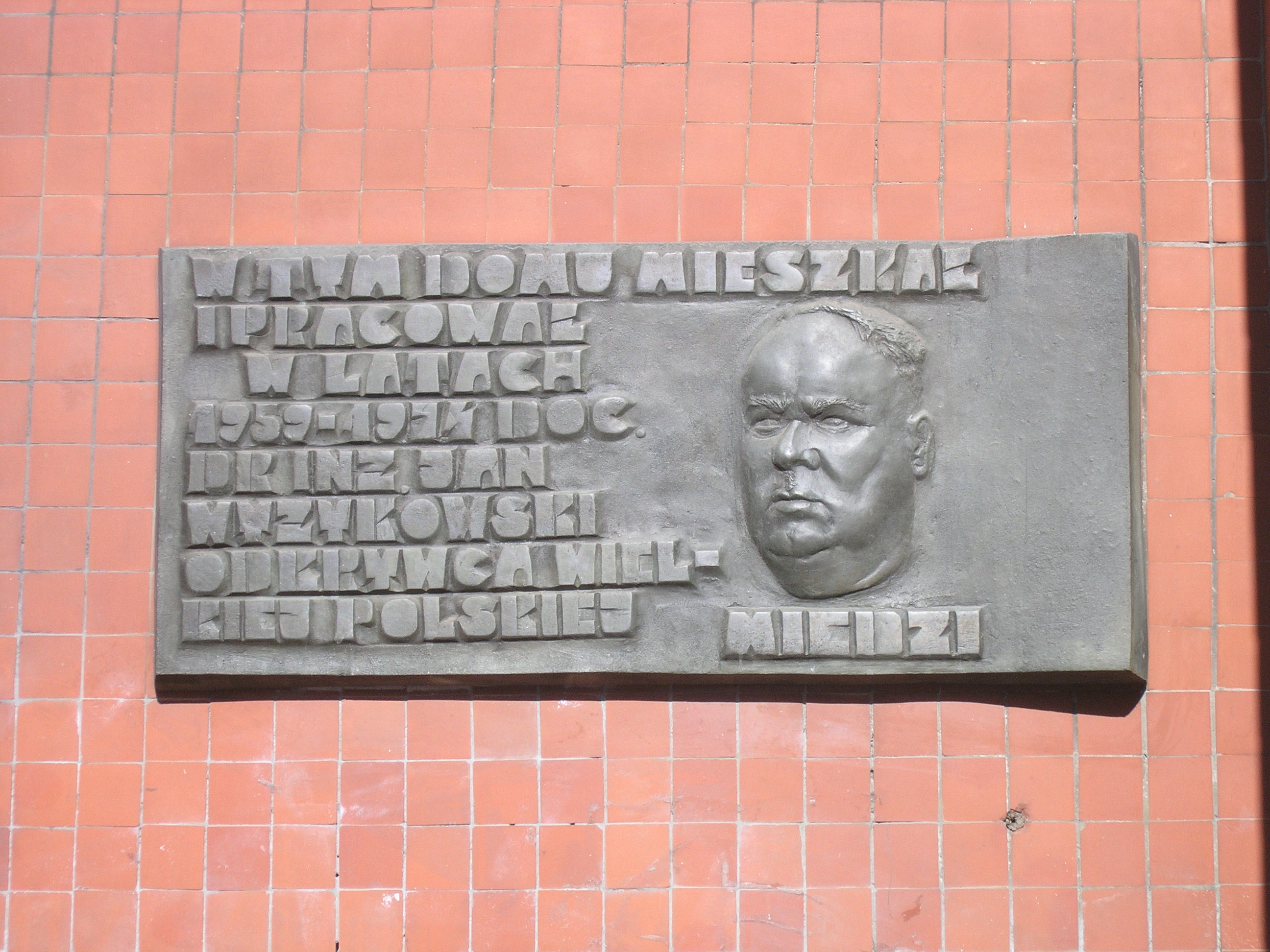
Placa conmemorativa del Ing. Jan Wyżykowski en la casa de vecindad en la calle Chmielna 32 en Varsovia, en la que vivó en los años 1959-1974.

A principios de 1951 fue trasladado al Instituto Nacional Geológico, al Departamento de Minerales, en el que se ocupaba de la búsqueda de los depósitos de mineral de cobre en la Baja Silesia. Entre los años 1951 y 1954 estaba investigando la cuenca en Sudety Central, en el área de Kamienna Góra – Okrzeszyna, y luego en la zona de Głuszyca y Słupca. Allí encontró concentraciones locales de minerales de cobre en esquistos de rotliegend. Esta investigación fue resumida en sus redacciones: O występowaniu miedzi w niecce śródsudeckiej oraz wstępnych pracach poszukiwawczych za rudami miedzi w rejonie Nowej Rudy prowadzonych przez Zakład Złóż Kruszców Instytutu Geologicznego w latach 1953-1954 y Zagadnienie występowania miedzi w utworach niecki śródsudeckiej. En 1954, por la resolución del Consejo Científico del Instituto Geológico, se le concedió el título de profesor asistente.
Además, en los años 1951-1952 participó en la elaboración del drenaje de la mina Konrad, cerca de Złotoryja, bajo la supervisión del profesor Roman Krajewski. 
Después, comenzó a buscar los depósitos de mineral de cobre en el monoclinal presudetes. Las perforaciones iniciales, basadas en un levantamiento sísmico de poca calidad, no tuvieron éxito. Sólo a través del pozo en Sieroszowice, en 23 de marzo de 1957,  descubrió en el rotliegend de Zechstein los minerales de cobre de importancia industrial, a una profundidad de 656 m. Unos meses más tarde (el 8 de agosto de 1957) encontró minerales de cobre de calidad similar en el pozo cerca de Lubin. Al seguir con estos descubrimientos, en 1959 documentó el mayor de Europa y uno de los mayores del mundo, depósito de mineral de cobre de Lubin-Sieroszowice. 
En los años siguientes, continuó su trabajo de exploración en el monoclinal presudetes. En 1964 elaboró Generalny projekt poszukiwań złóż miedzi (Proyecto general de prospección de yacimientos de cobre). La realización de este proyecto le permitió, en 1971, calcular los recursos potenciales de minerales de cobre al norte del depósito recién mencionado, a una profundidad de 1200-1500 m.
En 1965, sobre la base de la tesis Zagadnienie miedzionośności cechsztynu na tle budowy geologicznej strefy przedsudeckiej, recibió el grado de doctor en ciencias naturales y el puesto de investigador independiente en el Instituto Geológico. En 1973 fue ascendido al cargo de profesor adjunto en este Instituto. 
En 1974, junto con su equipo elaboró Projekt poszukiwań cechsztyńskich rud miedzi na obszarze zachodniej części monokliny przedsudeckiej, perykliny Żar i niecki północno-sudeckiej. La repentina muerte le impidió continuar con este trabajo. 
Los logros científicos de Jan Wyżykowski abarcan aproximadamente 30 publicaciones y más de 20 obras archivadas. 
El geólogo recibió muchas condecoraciones estatales como la Orden Polonia Restituta (1959) y la Orden de la Bandera del Trabajo de I clase (1970), entre otras. Además, recibió la Medalla del 30° aniversario de la República Popular de Polonia, la Medalla ¨Por contribuciones a la defensa del país¨, la Insignia del 1000° aniversario del Estado Polaco, la Medalla de minería en el 1000° aniversario del Estado Polaco y también, la Insignia de Benemérito Activista del Sindicato de Mineros, el distintivo de oro de la Asociación de Ingenieros y Técnicos de Minas, el distintivo de oro de Benemérito de la Baja Silesia, el distintivo de Benemérito Trabajador del Trabajo Socialista y el distintivo de Benemérito del Instituto Geológico. Aparte de dichas condecoraciones, recibió el Orden de Sólido – el distintivo simbólico de una revista Życie i Nowoczesność, otorgado por talento y carácter. El 27 de septiembre de 1972 se le concedió el título de Ciudadano de Honor de la Ciudad de Lubin. 
En 1966 fue uno de los laureados comunes del Premio Nacional del 1° grado en geología, minería y energética por participar en el descubrimiento del depósito de mineral de cobre Lubin-Sieroszowice y por elaborar la primera documentación geológica de este depósito. En 1970 participó en el Premio del Presidente del Comité de Ciencia y Tecnología por desarrollar un nuevo método de búsqueda e identificación de depósitos de mineral de zinc y plomo.  
Está enterrado en el Cementerio Militar de Powązki (tumba A35-4-4).

## Conmemoración
Jan Wyżykowski es el patrón de las escuelas en su ciudad natal Haczów así como en Krotoszyce, Głogów, Polkowice y Lubin. Desde marzo de 2007 su nombre lleva también el pozo de la mina Polkowice-Sieroszowice que está ubicada cerca de la perforación, en la que por primera vez se descubrió el depósito de cobre de la zona. Además, en Lubin se encuentra el monumento a Jan Wyżykowski. En el Museo Regional de Brzozów hay una exposición dedicada a la vida y los logros científicos de Jan Wyżykowski.
El nombre de Jan Wyżykowski lo lleva también la Universidad Jan Wyżykowski con sede en Polkowice, la que se estableció como resultado de la fusión de la Academia Profesional de la Cuenca de Cobre en Lubin y la Escuela Superior de la Baja Silesia de Emprendimiento y Tecnología en Polkowice. 

## Publicaciones seleccionadas
- 1958, Poszukiwanie rud miedzi na obszarze strefy przedsudeckiej. Przegląd Geologiczny, 1, Varsovia.
- 1961, Północno-zachodni zasięg krystalinikum przedsudeckiego i możliwości poszukiwań cechsztyńskich rud miedzi w tym rejonie. Prz. Geol. 4, Varsovia.
- 1963, Najnowsze wyniki badań geologicznych w rejonie Kożuchowa. Prz. Geol. 4, Varsovia.
- 1964, Utwory czerwonego spągowca na Przedgórzu Sudetów. Prz. Geol. 7/8, Varsovia.
- 1964, Zagadnienie miedzionośności cechsztynu na tle budowy geologicznej strefy przedsudeckiej. Prace Instytutu Geologicznego.
- 1967, Kierunki poszukiwań złóż rud miedzi. Prz. Geol. 10, Varsovia.
- 1971, Cechsztyńska formacja miedzionośna w Polsce. Prz. Geol. 3, Varsovia.